# Sis Ram Ola
Sis Ram Ola, född 30 juli 1927 i Jhunjhunu i Rajasthan, död 15 december 2013 i Delhi, var en indisk politiker som tjänstgjorde i Manmohan Singhs regering, först som arbetsmarknadsminister 2004 och därefter som gruvminister 2004–2009. Från 2013 innehade han åter posten som arbetsmarknadsminister, fram till sin död samma år. Han var ledamot av Lok Sabha från 1996 fram till sin död.